# Видобуток цинку
Видобуток цинку — це процес, за допомогою якого мінеральні форми металу цинку вилучаються із землі шляхом видобутку. Цинковий рудник — це рудник, який виробляє цинкові мінерали в руді як основний продукт. Звичайні побічні продукти в цинкових рудах включають мінерали свинцю та срібла. Інші шахти можуть виробляти мінерали цинку як побічний продукт виробництва руд, що містять більш цінні мінерали або метали, такі як золото, срібло або мідь. Видобуту руду переробляють, зазвичай на місці, для отримання одного або кількох багатих металом концентратів, а потім транспортують на цинковий завод для виробництва металевого цинку.
Світовий видобуток цинку в 2020 році оцінюється в 12 мільйонів тонн. Найбільшими виробниками були Китай (35 %), Австралія (12 %), Перу (10 %), Індія (6,0 %), США (5,6 %) і Мексика (5,0 %), причому Австралія має найбільші запаси.
Найбільшим у світі цинковим рудником є відкрита цинково-свинцево-срібна шахта Red Dog на Алясці, на яку припадає 4,2 % світового виробництва. Основні оператори цинкових шахт включають Vedanta Resources, Glencore, BHP, Teck Resources, Sumitomo, Nexa Resources, Boliden AB і China Minmetals.

## Історія
Поклади цинку розробляються протягом тисячоліть, а найстаріша цинкова шахта, розташована в Раджастані, Індія, заснована майже 2000 років до нашої ери.
Виробництво чистого цинку відбулося в 9 столітті нашої ери, тоді як раніше в давнину цинк в основному використовувався для легування міді для виробництва латуні. Це пояснюється тим, що виділення металевого цинку з його руди становить унікальну проблему. При температурі цинк виділяється з руди, він також випаровується в газ, і якщо піч не герметична, газоподібний цинк реагує з повітрям, утворюючи оксид цинку.
Виплавка металевого цинку відбулася в 9 столітті до нашої ери в Індії, за якою незабаром послідував Китай через 300 років, і в Європі — 1738 року нашої ери. Методи плавлення в Китаї та Індії, швидше за все, були розроблені незалежно один від одного, тоді як метод плавлення, розроблений у Європі, ймовірно, походить від індійського методу.
Основним сучасним використанням цинку є нанесення покриття на залізо та сталь з метою запобігання їх корозії, причому майже половина світового виробництва цинку йде на цю мету. Приблизно 20 % цинку у світі використовується у виробництві латуні, де цинк сплавляється з міддю у співвідношенні 20-40 % цинку.З решти 30 % світового виробництва цинку половина використовується у виробництві цинкових сплавів, де цинк поєднується з різними кількостями алюмінію та магнію. Залишок цинку використовується в різних галузях промисловості, від сільського господарства як добриво до споживання людиною як добавка.

## Видобуток цинкових руд
Цинкові руди видобувають як на поверхні, так і на глибині. Поверхневий видобуток цинку зазвичай використовується для отримання оксидних руд, тоді як підземний видобуток дає цинкові сульфідні руди. Деякі з поширених методів видобутку цинку — це відкритий кар’єр, відкритий вибійний вибій, а також підземний видобуток способом "видобуток-заповнення виробленого простору" 
Глобальний видобуток руд у 2019 році становив 12,9 мільйона тонн, що на 0,9% більше, ніж у 2018 році, причому це збільшення в основному пояснюється збільшенням видобутку на цинкових копальнях, розташованих в Австралії та Південній Африці.